# Cratère d'Aorounga
Le cratère d'Aorounga est un cratère météoritique situé au nord du Tchad

## Caractéristiques

Carte topographique du cratère d'Aorounga.

Un anneau extérieur et un anneau intérieur (ø11 et 7 km, respectivement) s'élèvent à environ 100 m au-dessus du niveau moyen de la plaine environnante (voir la carte topographique). Les deux anneaux susmentionnés sont séparés par une dépression relativement plate de largeur uniforme. Une colline centrale possible, peut-être une structure de soulèvement (piton central), de ø1,5 km est presque centralement située dans la dépression.
Son âge serait au maximum de 345 millions d'années (Carbonifère). Il est vraisemblablement bien inférieur à ce temps long et plus jeune que celui proche de Gwéni-Fada car il est encore recouvert d'une épaisse couche d'impactite ce que n'a plus son voisin,,. Issu d'un impact quasi vertical, la succession de rides concentriques en fait l'une des plus belles formes d'impact météoritique visible sur la Terre.
Des structures révélées par le radar SIR-C de la navette spatiale pourraient indiquer en son nord deux cratères ensevelis. Aucun parcours du terrain n'y a été effectué pour confirmer cette hypothèse, Pierre Vincent, Alain Beauvilain et les géologues tchadiens Ali Moutaye et Mathieu Mbaitoudji ne disposant aux dates de leurs missions de 1993 et de 1994 que de la couverture de photographies aériennes des années cinquante et non des scènes satellitaires plus récentes. 